# Лесково (Каменский район)
Лесково — хутор в Каменском районе Воронежской области России.
Входит в состав Сончинского сельского поселения

## География

### Улицы
- ул. Лесная.